# Mare Tranquillitatis

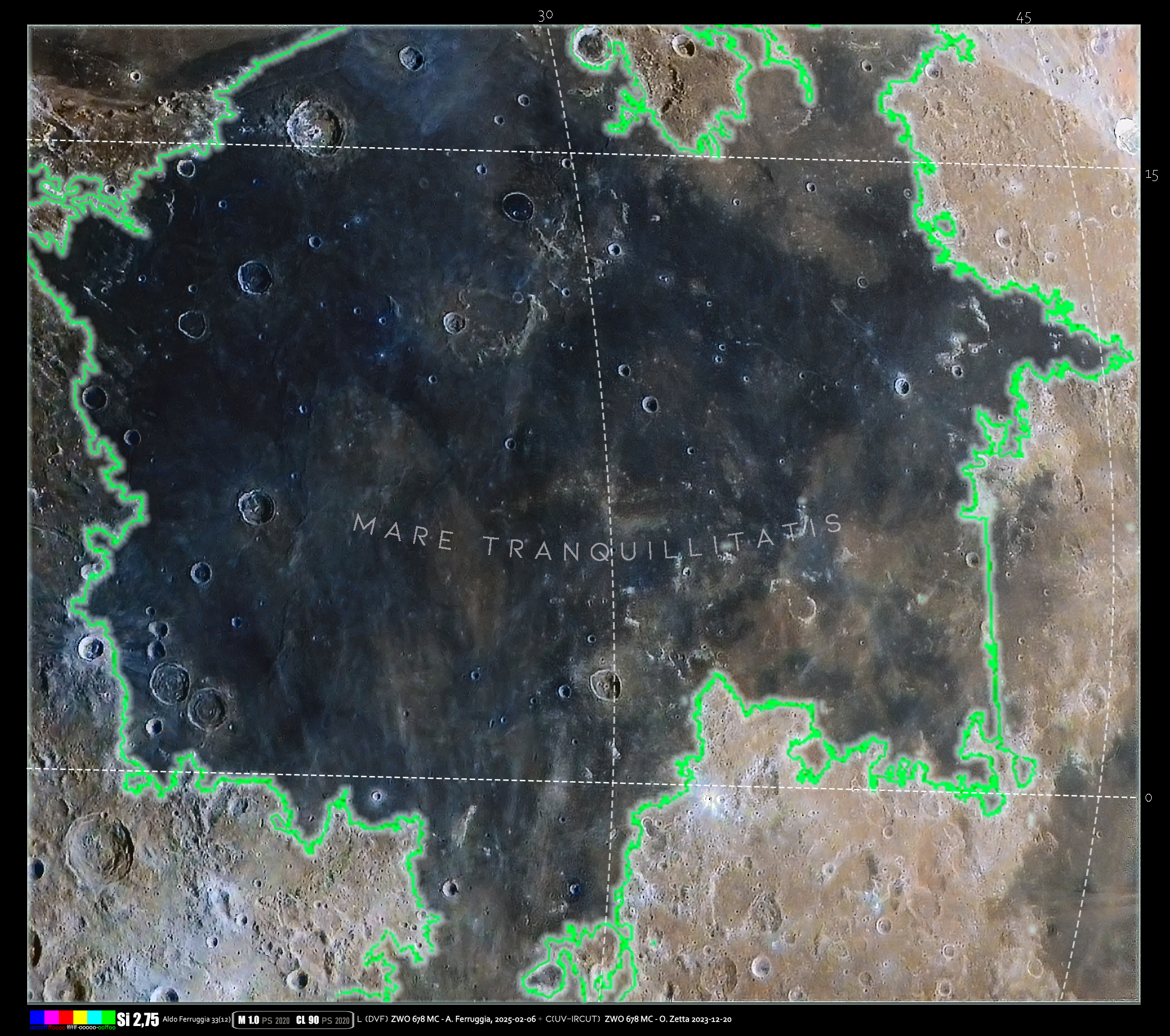
Mare Tranquillitatis in formato selenocromatico

Il mare della Tranquillità (in latino mare Tranquillitatis) è un mare lunare situato sull'emisfero del satellite sempre rivolto verso la Terra. Il materiale che lo compone è prevalentemente di natura basaltica e risale all'Imbriano superiore, mentre i rilievi circostanti risalgono all'Imbriano inferiore; il bacino, nel suo complesso, è probabilmente di origine pre-nettariana, mostra margini irregolari ed è privo della caratteristica struttura ad anelli.
La topografia disordinata della regione risulta dall'intersezione del mare della Tranquillità, del mare Nectaris, del mare delle Crisi, del mare della Fecondità e del mare della Serenità con due anelli concentrici geologicamente legati all'oceano delle Tempeste. La regione di Palus Somni, all'estremo nordorientale del mare, è ricca di materiale basaltico trasbordato dal bacino principale.

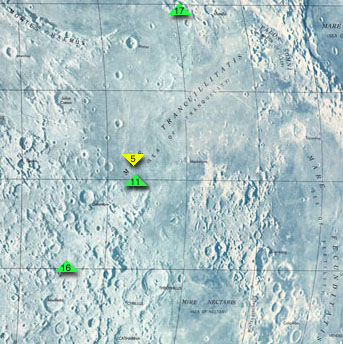
Le frecce colorate indicano i luoghi d'allunaggio dell'Apollo 11, dell'Apollo 17, dell'Apollo 16 e del Surveyor 5.

Nel 1965 la sonda spaziale Ranger 8 si schiantò in questa regione, dopo aver inviato con successo a Terra 7137 fotografie della superficie della Luna negli ultimi 23 minuti della sua missione. Il mare della Tranquillità è stato anche obiettivo del primo allunaggio compiuto dall'uomo, da parte del modulo lunare dell'Apollo 11, nel 1969. Il punto preciso di contatto con il suolo lunare, situato alle coordinate 0,8° N, 23,4° E, è stato soprannominato Tranquillity Base ed e poi stato ufficialmente chiamato Statio Tranquillitatis dall'UAI, i tre crateri minori situati poco più a nord sono stati chiamati Aldrin, Collins ed Armstrong in onore dei tre astronauti che componevano la missione.
In questa regione, nella serie televisiva "UFO" è ubicata la sede di Base Luna.